# 井上正甫
井上 正甫（いのうえ まさもと）は、江戸時代中期から後期にかけての大名。遠江国浜松藩3代藩主、陸奥国棚倉藩初代藩主。官位は従五位下・河内守。浜松藩井上家8代。

## 生涯
安永4年（1775年）、2代藩主・井上正定の長男として誕生。天明6年（1786年）、父の死去により家督を継いで浜松藩主となる。享和2年（1802年）には11代将軍・徳川家斉の奏者番となった。

### 密夫大名
文化13年（1816年）秋、正甫は同僚の信濃国高遠藩主・内藤頼以に招かれて、高遠藩下屋敷（現在の新宿御苑）で小鳥狩を楽しんだ。正甫は狩りに熱中し屋敷隣の千駄ヶ谷村に迷い込んだ。そこで偶然見つけた農家で留守番をしていた女房を正甫は押し倒したが、そこへ帰宅してきた夫に見つかった。夫は天秤棒を振り上げ、女房の上に乗っていた正甫を殴りつけたため、正甫は抜刀して夫の片腕を切り落とした。後始末を家臣に任せ、農家夫婦は領地の浜松に移送して口封じをしたが、やがて噂は江戸市中に知れ渡り、正甫が登城する際は登城する他の大名の足軽らから「密夫大名！」「待ってました！強淫大名！」「百姓女のお味はいかがでござる」とからかわれた。
幕府の御膝元で大名家当主が起こしたこの事件は、やがて幕府中枢にも知れることとなった。同年12月23日、正甫は奏者番を免ぜられ、文化14年（1817年）9月14日に陸奥棚倉に処罰的な移封命令を受けることとなった。しかし正甫は病気を理由に、棚倉に入ることは一度もなかった。棚倉藩主・小笠原長昌は九州の肥前国唐津藩に転封となり、浜松にはそれまでの唐津藩から江戸に近い位置への転封を目論んでいた水野忠邦が代わって入り、以降幕閣で出世していくこととなる（三方領知替え）。
転封後は病と称して一度も帰国していない。文政3年（1820年）4月16日、家督を長男・正春に譲って隠居する。正春の時代の弘化2年（1845年）、井上家は浜松に復帰する。その正春よりも長生きし、安政5年（1858年）1月26日に死去。享年84。

## 系譜
父母
- 井上正定（父）
- 桜井氏 - 側室（母）

正室、継室
- 真田幸弘の娘（正室）
- 松平武寛の娘（継室）
- 喜姫 - 織田信浮の長女（継々室）

子女
- 井上正春（長男）
- 井上正民（次男）
- 井上正兼（八男）
- 土井利善（九男）[注釈 2]
- 牧野成美正室
- 雅姫 - 真月院、真田幸専養女、真田幸貫正室
- 井上友子 - 松前章広の養女、松前見広正室、後に高井清章正室